# Klaus Beier
Klaus Beier (* 10. Dezember 1966 in Schwarzenbach an der Saale) ist ein deutscher rechtsextremer Politiker (Die Heimat). Er war Bundespressesprecher und ist Bundesvorstandsmitglied seiner Partei sowie Vorsitzender des brandenburgischen Landesverbandes und stellvertretender Vorsitzender des angegliederten Kreisverbandes Oderland, der den Landkreis Oder-Spree und die kreisfreie Stadt Frankfurt (Oder) umfasst. Er sitzt seit 2003 im Kreistag des Landkreises Oder-Spree.

## Politische Karriere
Der ausgebildete Kaufmann Beier trat bereits im Jahr 1986 in den bayerischen Landesverband der NPD-Jugendorganisation Junge Nationaldemokraten (JN) und in die Mutterpartei ein. Im Jugendverband brachte er es bis in den Bundesvorstand. Schnell machte Beier Karriere im Kreisverband Aschaffenburg-Miltenberg und wurde dessen Vorsitzender. Wenig später stieg Beier auch in die Vorstände des NPD-Bezirksverbandes Unterfranken und des bayerischen Landesverbandes auf. In den späten 90er Jahren übersiedelte Beier nach Brandenburg und wurde dort rasch stellvertretender NPD-Landesvorsitzender.
Im Vorfeld war er bei der 1992 verbotenen Deutschen Alternative (DA) aktiv.
Seit den Kommunalwahlen im Herbst 2003 ist er Vorsitzender der NPD-Kreistagsfraktion im Landkreis Oder-Spree. Nach dem Rücktritt des damaligen Landesvorsitzenden Mario Schulz wurde er im Januar 2004 zu seinem Nachfolger gewählt. Zur Bundestagswahl 2005 trat er als Direktkandidat der NPD im Wahlkreis Frankfurt (Oder) - Oder-Spree an und erhielt 3,6 % der Wählerstimmen, bei der Bundestagswahl 2009 3,7 % der Erststimmen. Zu den Landtagswahlen in Brandenburg 2009 und 2014 trat er als Spitzenkandidat seiner Partei an.

## Kontroversen
Beier findet Erwähnungen in mehreren Verfassungsschutzberichten des Landes Brandenburg. So wird im Bericht 2005 erwähnt, dass Beier im Zuge der NPD-Strategie im „Kampf um die Köpfe“ im Kreistag Oder-Spree die Kriegsschuld Deutschlands am Zweiten Weltkrieg in Abrede stellte. Im selben Jahr war Beier für die Verteilaktion der Schulhof-CD an Brandenburger Schulen verantwortlich. 2006 wurde Beier als einer der wenigen hauptamtlichen Funktionäre der NPD in Brandenburg, allerdings ohne lokale Verwurzelung, im Verfassungsbericht beschrieben.
2006 geriet Beier überregional in die Schlagzeilen, als er gemeinsam mit der NPD in Fürstenwalde Anfang März unter der Überschrift „Die Weißen kommen“ öffentlich ankündigte, ein von einer evangelischen Jugendbildungsstätte organisiertes Anti-Rassismus-Seminar mit Jugendlichen schwarzer Hautfarbe aus Berlin und Brandenburg „aufmerksam begleiten und besuchen“ zu wollen, und in rassistischer Art und Weise gegen die Veranstaltung hetzte. So erklärte er, dass das Seminar „deutschfeindlich“ sei, weil Deutsche nur weiß sein könnten. 2007 wurden unter der presserechtlichen Verantwortung von Klaus Beier rassistische Parolen veröffentlicht. Zudem wurde Beier 2007 von der Zentralratsvorsitzenden der Juden in Deutschland, Charlotte Knobloch, wegen einer antisemitischen Internetveröffentlichung angezeigt.
Bis März 2009 musste sich Beier wegen des Vorwurfs der Volksverhetzung (zusammen mit Udo Voigt und Frank Schwerdt) vor dem Amtsgericht Tiergarten verantworten. Die Staatsanwaltschaft warf ihnen vor, unter anderem den Fußballnationalspieler Patrick Owomoyela in einem Flyer zur Fußball-Weltmeisterschaft 2006 rassistisch diskriminiert zu haben. Beier wurde zu sieben Monaten Haft auf Bewährung und einer Geldstrafe verurteilt. Trotz der Verurteilung wegen Volksverhetzung beleidigte Beier in einer Sondersendung des rbb Fernsehens zur Landtagswahl in Brandenburg 2009 den Fußballnationalspieler Mesut Özil als „Plaste-Deutschen“ und „Ausweis-Deutschen“, woraufhin der DFB juristische Möglichkeiten gegen die NPD und Beier prüfte. Der gegen das Urteil des Amtsgerichts Tiergarten gerichteten Berufung der Angeklagten gab das Landgericht Berlin am 9. März 2011 statt und sprach die Angeklagten frei. Das Gericht sah den Tatbestand der Volksverhetzung als nicht erfüllt an, da es zum einen am Appell-Charakter fehle und zum anderen der Titel des WM-Planers mehrdeutig sei und ebenfalls als Kritik an Manipulation und Korruption im Fußball verstanden werden könne. Darüber hinaus unterfalle der WM-Planer inhaltlich nach Einschätzung des Gerichts dem Grundrecht der Meinungsfreiheit. Auch eine Beleidigung verneinte das Gericht mangels Diffamierung des betroffenen Spielers. Die Staatsanwaltschaft legte gegen das Urteil Revision ein. Das Kammergericht hob den Freispruch des Landgerichts wegen Fehlern in der Beweiswürdigung auf und der Fall musste erneut vor einer anderen Kammer des Landgerichts Berlin verhandelt werden. Dort wurde Beier wegen des Tatbestands der Volksverhetzung in Tateinheit mit Beleidigung zu sieben Monaten Freiheitsstrafe auf Bewährung verurteilt.